# Roomba

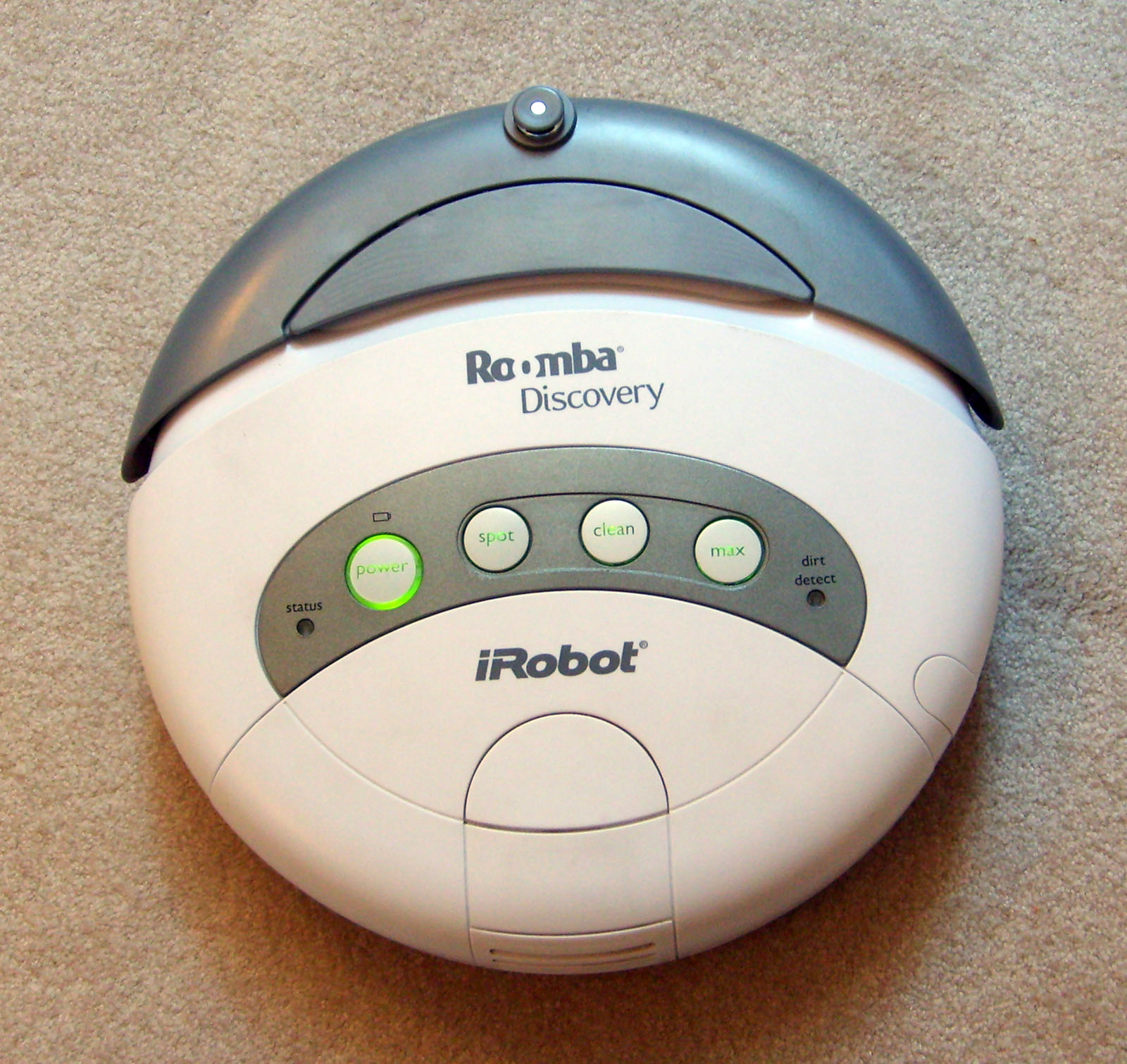
Roomba Discovery

Roomba är ett varumärke för en sorts dammsugarrobot som städar och dammsuger. Roomba tillverkas av Irobot.